# Farm Cove
Farm Cove est une crique du littoral sud de la baie de Port Jackson, dans la mer de Tasman. Elle forme une échancrure du littoral nord de la Cité de Sydney, à Sydney, en Nouvelle-Galles du Sud, sur la côte pacifique de l'Australie. Son entrée, qui s'effectue par le nord, est dominée à l'ouest par l'opéra de Sydney.